# Hochhausen (Tauberbischofsheim)
Hochhausen es uno de los siete barrios de Tauberbischofsheim en el Distrito de Meno-Tauber del estado de Baden-Wurtemberg en Alemania. Tiene una población de 695 habitantes.

## Monumentos y sitios de interés

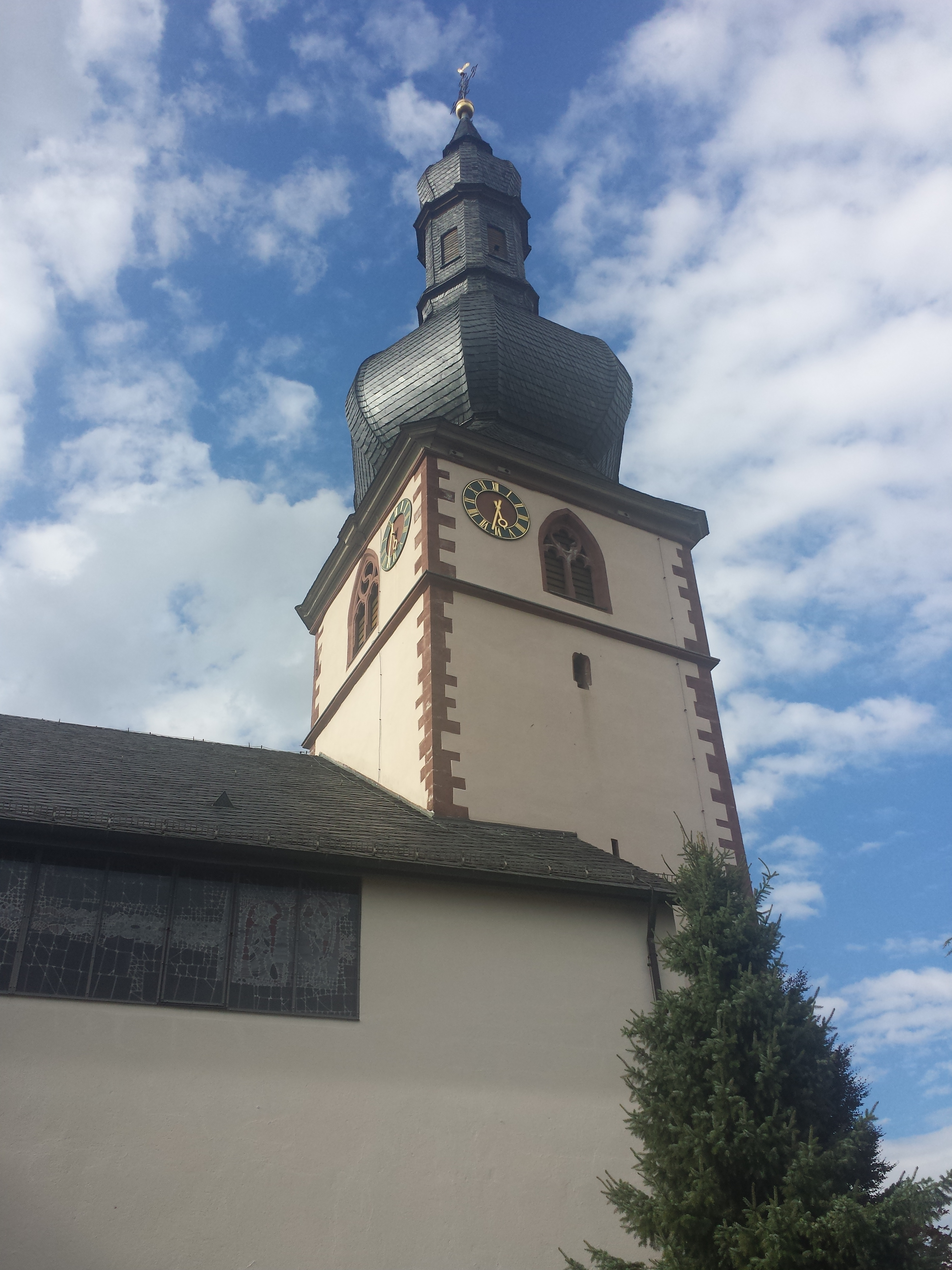
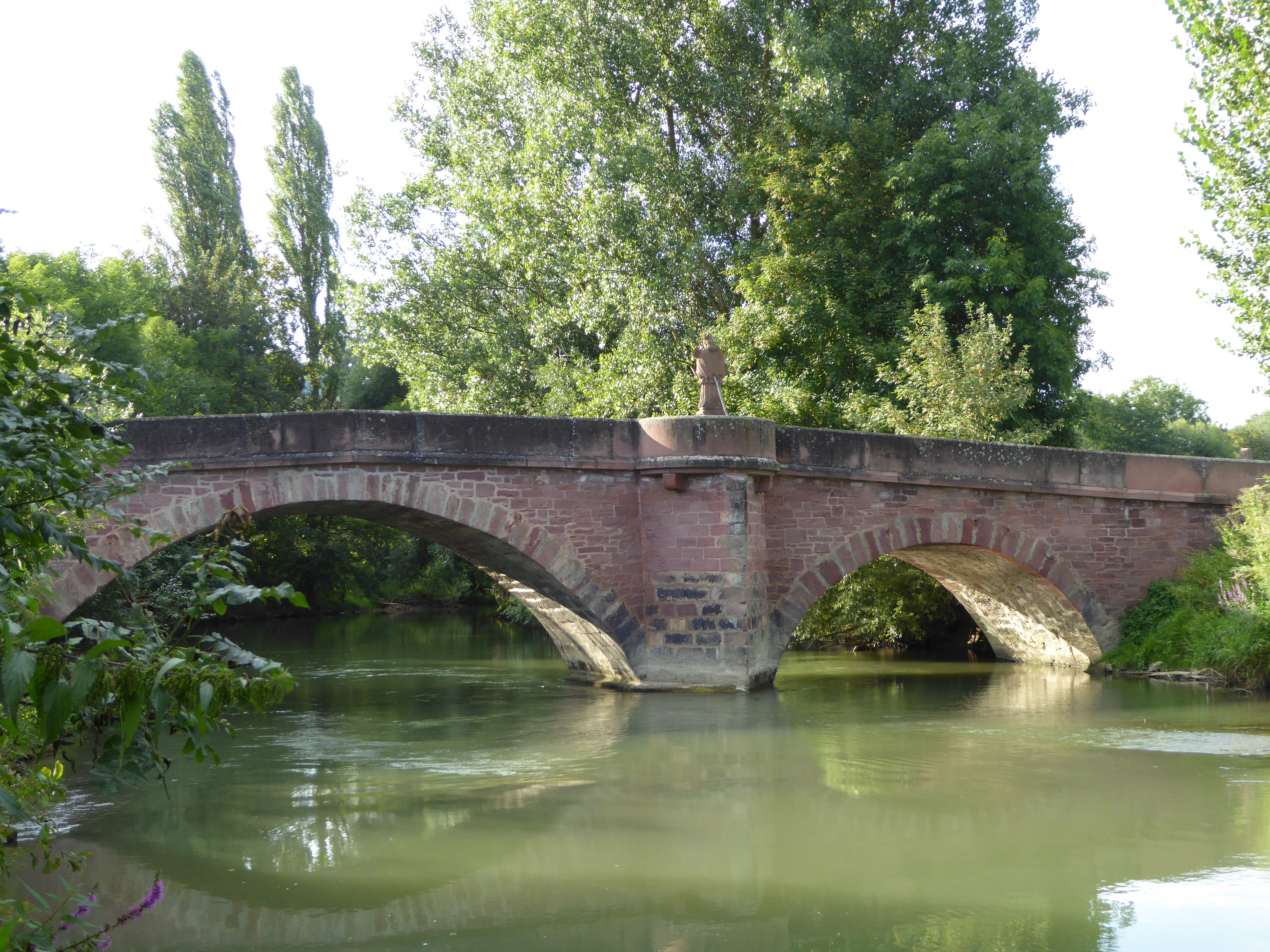
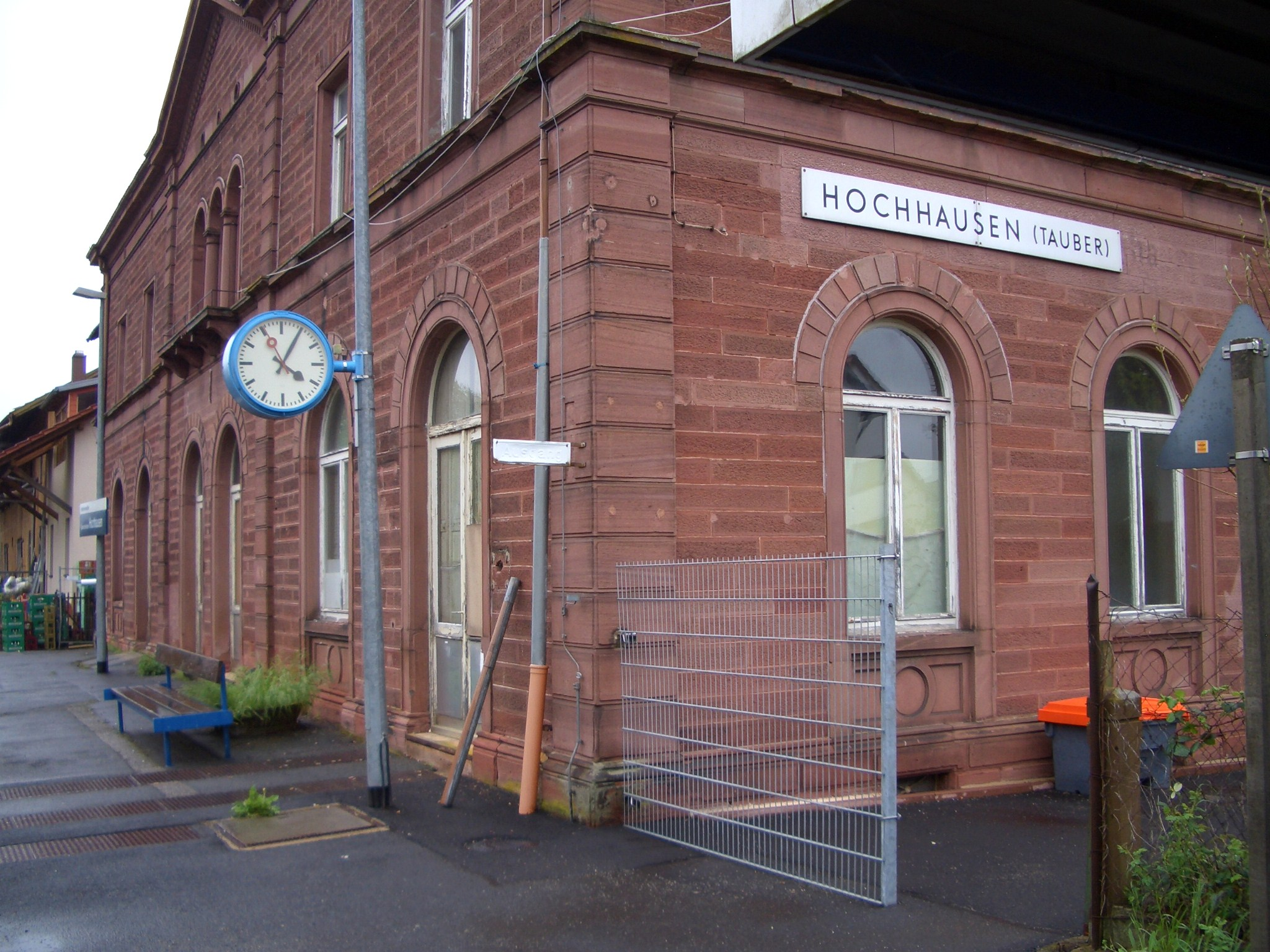